# 京立電機
京立電機株式会社（きょうりつでんき）は、東京都狛江市に本社を置く、カメラ・デジタルカメラ：ビデオカメラ用測定器、医療機器の設計・製造を行う企業。

## 概要
カメラ・デジタルカメラ・ビデオカメラの製造・修理では、一般的に量産されている測定器では測定・評価が困難なテスト項目が要求される。たとえば、シャッタースピードを測定できるような測定器は量産されていなかった。そのため、かつてはカメラメーカー各社が自らそれらを開発する必要があった。
その後、カメラ関連産業が拡大したことから、カメラメーカーや電機メーカー、修理業者などが増え、そのような測定器にも一定の需要が見込めるようになった。それによりいくつかの企業が、それらの測定器を製造するようになった。そのひとつが京立電機で、現在では同社の主力製品となっている。
そのほか、医療機器は創業時から続く事業で、血中総ビリルビン値定量計は、新生児などの黄疸を確認する測定器であり、持田シーメンスメディカルシステムなどに供給している。

## 製品

### カメラ用測定器
- マルチカメラテスター
- レンズシャッター用テスター
- SLRデジタルカメラ用シャッターテスター
- CCDアライメント測定器
- 手ぶれ補正機能付きレンズ試験器
- フラッシュ光量テスター
- フラッシュ配光テスター

### ビデオ・デジタルカメラ・半導体受光素子調整用光源
- 透過型パターンボックス
- 反射型パターンボックス
- 輝度箱
- フィルターチェンジャー
- AF検査用コリメータ

### 医家向け医療機器　OEM製品
- 血中総ビリルビン値定量計
- 内視鏡用光源・プロセッサ装置
- 3CCDイメージングシステム

### 特注製品
- AF立体チャート評価システム
- 光源別色評価システム
- ゴースト評価システム
- 特殊自由雲台

## 主な取引先
- オリンパス
- キヤノン
- 京セラ
- コニカミノルタ
- 三洋電機
- シグマ
- シャープ
- ソニー
- ニコン
- HOYA
- パナソニック
- 三菱電機
- 日本ビクター
- 日本電産コパル
- 日立製作所
- 富士フイルム
- リコー
- 持田シーメンスメディカルシステム